# Madhuca lancifolia
Madhuca lancifolia är en tvåhjärtbladig växtart som först beskrevs av William Burck, och fick sitt nu gällande namn av Herman Johannes Lam. Madhuca lancifolia ingår i släktet Madhuca och familjen Sapotaceae. Inga underarter finns listade i Catalogue of Life.